# L'àngel de la raresa
L'àngel de la raresa (The Angel of the Odd en l'original en anglés) és un conte d'humor i sàtira d'Edgar Allan Poe, publicat per primera volta el 1844.

## Argument
Un narrador sense nom llig una història sobre un home que va morir després que accidentalment s'empassara una agulla i aquesta li anara a parar als pulmons. Aquest s'enfureix per la credulitat de la humanitat per acceptar semblants faules i jura que mai caurà en aquestes històries rares. Just en aquest moment, una criatura d'aspecte estrany feta de botes i ampolles de vi hi apareix. La criatura s'anuncia en veu forta que és l'àngel de la raresa i que és responsable de causar aquests estranys successos.
L'home, ja convençut, fa fora l'àngel i s'adorm induït per l'alcohol. En lloc d'una migdiada de 25 minuts, es desperta dues hores més tard, després d'haver faltat a una cita per renovar la seua assegurança contra incendis. Irònicament, casa seua s'ha incendiat i l'única eixida és una finestra usant una escala de mà. A mesura que hi baixa, un porc es frega contra l'escala i fa que el narrador caiga i es fracture un braç.
Més tard, els intents del narrador de festejar una dona rica per ser la seua esposa resulten un fracàs quan al final s'adona que ell usa perruca perquè se li ha cremat el cabell en l'incendi. Llavors, corteja una altra dona que també el deixa i se'n burlant perquè no li ha fet cas mentre passava. En realitat, una partícula se li havia ficat a l'ull, i l'havia encegat momentàniament, quan ells passava.
En acabant, el narrador decideix que la seua mala sort és motiu per suïcidar-se ofegant-se en un riu després de llevar-se la roba ("perquè no hi ha cap raó per la qual no es puga morir com vam nàixer", diu). Un corb, però, se'n duu "la part més indispensable" de la seua roba i l'home l'encalça. En aquest moment, es llança cap a un precipici, però s'agafa a la corda llarga d'un globus d'aire que passava surant. L'àngel de la raresa se li torna a aparéixer i li fa admetre que pot ocórrer la raresa dins de la realitat. El narrador hi està d'acord, però és incapaç de realitzar la promesa que l'àngel de la raresa siga la causa de la seua fractura de braç. L'àngel llavors talla la corda i l'home cau a la seua casa recentment reconstruïda a través de la xemeneia, al menjador. L'home s'adona que tot plegat ha estat el seu càstig i finalment diu que "així se n'ha venjat l'àngel de la raresa".

## Al·lusions
El paràgraf introductori al·ludeix (pel cognom sols) a diversos autors, en particular a Glover i Wilkie. La història també es refereix a Curiositats de la literatura, de Rufus Wilmot Griswold i a Isabel, o Sicília, una peregrinació, de Henry Theodore Tuckerman.

## Anàlisi
La història és especialment interessant, perquè fou publicada només sis mesos després del propi gran engany de Poe, "El Globus Hoax", que molts cregueren cert.
L'àngel parla amb un dialecte peculiar, sobre el qual el biògraf de Poe, Arthur Hobson Quinn, deia que "no es parlava en qualsevol part del món".

## Història de la publicació
L'àngel de la raresa aparegué per primera vegada en la revista Columbian Magazine a l'abril de 1844. El títol complet original era L'àngel de la raresa: un gran espectacle.